# Rhyacophila trashipa
Rhyacophila trashipa är en nattsländeart som beskrevs av Schmid 1970. Rhyacophila trashipa ingår i släktet Rhyacophila och familjen rovnattsländor. Inga underarter finns listade i Catalogue of Life.